# Fritz Discher

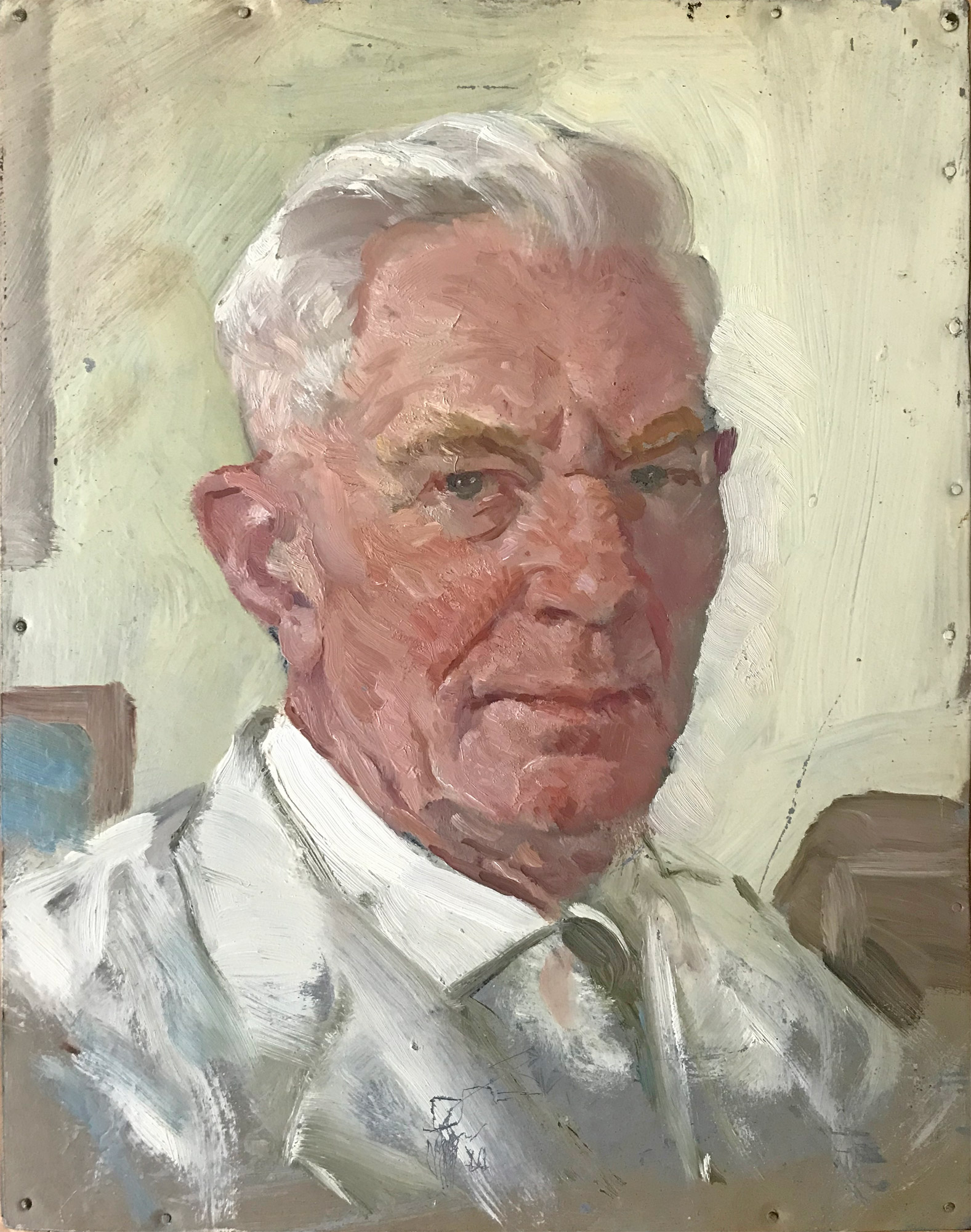
Selbstbildnis um 1950

Fritz Discher (* 8. September 1880 in Landsberg an der Warthe; † 23. Februar 1983 in Kochel am See) war ein deutscher Maler.

## Leben und Wirken
Der 1884 mit seinen Eltern nach Berlin übergesiedelte Fritz Discher machte zunächst eine Lehre als Mechaniker in der Maschinenfabrik Carl Flohr in Berlin, bevor er sich ab 1899 beim Städtischen Gewerbesaal/Technische Lehranstalt der Stadt Berlin fortbildete. Ab 1906 studierte er an der Königlichen Hochschule für bildende Künste in Charlottenburg bei den Professoren Anton von Werner, Maximilian Schaefer und Ernst Hancke. 1914 nahm Discher an der Sommerschule des Münchener Bildnismalers Professor Walter Thor teil.
Discher wurde 1909 Fachlehrer am Städtischen Gewerbesaal in Berlin und ab Ende 1924 unterhielt er ein eigenes Atelier als freier Porträtmaler.

## Ausstellungsbeteiligungen
- 1910: Große Berliner Kunstausstellung
- 1911: Große Berliner Kunstausstellung
- 1921: Große Berliner Kunstausstellung

## Werkauswahl
- Frühes Selbstportrait, 1904, Privatbesitz
- Lautenburger See mit Uferwald, Ölgemälde, um 1908/09 (Münster, Westpreußisches Landesmuseum)
- Lautenburg im Winter, Ölgemälde, um 1908/09 (Münster, Westpreußisches Landesmuseum)
- Stettiner Hafen, Ölgemälde, 1921, Privatbesitz
- Mädchen aus Lenggries mit zwei Pferden, Ölgemälde, um 1955, Privatbesitz